# Apremont-la-Forêt
Apremont-la-Forêt è un comune francese di 417 abitanti situato nel dipartimento della Mosa, nella regione del Grand Est.

## Storia

### Simboli
Lo stemma del comune si blasona: 
Il comune è il risultato della fusione di Apremont-la-Forêt con Liouville, Marbotte e Saint-Agnant-sous-les-Côtes, avvenuta il 1º gennaio 1973.
Il suo stemma, adottato il 18 settembre 2018, è stato ideato dall'araldista Robert André Louis e dallo storico Dominique Lacorde, unendo alcuni degli elementi storici dei comuni che lo hanno formato.
La croce d'argento in campo rosso è quella della famiglia dei feudatari che presero il nome dal villaggio di Apremont e che possedevano un castello fortificato (menzionato dal VII secolo) eretto sulla cima della montagna che domina il centro abitato. Questa fortezza fu, nel 1354, la sede di una baronia che si estendeva allora su 285 località e feudi, direttamente dipendente dall'imperatore.
La croce patente di rosso su campo d'argento è il simbolo dei Cavalieri templari che verso il 1150 fondarono una Commanderia nella località di Marbotte.
Il tetragono bastionato rappresenta gli elementi difensivi del forte di Liouville. Questa fortificazione del sistema Séré de Rivières, costruita verso il 1875, venne molto danneggiata nel 1914 ma rimase comunque presidiata dall'esercito francese come posto d'osservazione. La sua batteria appoggiò l'offensiva franco-americana nel saliente di Saint-Mihiel nel settembre del 1918.
La mitra rossa è quella di sant'Aniano ed è caricata di un trefoglie d'argento ad indicare che egli fu vescovo di Orléans (la città di Orléans ha lo stemma di rosso a tre trefoglie d'argento; al capo di Francia).

## Società

### Evoluzione demografica
Abitanti censiti